# Медаль «За выдающуюся службу» (ВМС США)
Медаль «За выдающуюся службу» (англ. Navy Distinguished Service Medal) — американская медаль, вручается командующим офицерам флота и морской пехоты за исключительные заслуги при исполнении своих обязанностей. Учреждена Конгрессом США 4 февраля 1919 года.
Эквивалентом этой медали для армии является медаль «За выдающуюся службу» армии США. Для ВВС есть эквивалент медаль «За выдающуюся службу» ВВС США. Первоначально военно-морская медаль «За выдающуюся службу» имела приоритет перед военно-морским крестом, но в августе 1943 данный порядок был отменён.
Медаль вручается военнослужащим военно-морских сил и корпуса морской пехоты армии США за исключительно выдающуюся службу правительству США, службу с большой ответственностью. Термин «большая ответственность» подразумевает ответственность старшего офицерского состава, поэтому награда в основном вручается старшим флаг-офицерам флота и высшим офицерам Корпуса морской пехоты. В редких случаях награда вручается унтер-офицерам, занимающим высшие посты на соответствующей служебной лестнице (таким как мастер-шеф старшина англ. Master Chief Petty Officer). Новые награждения данной медалью отмечаются добавлением золотых звёзд к орденской ленточке первой медали.
Первое награждение состоялось 13 марта 1919 года. Бригадного генерала Чарльза А. Дуайена, офицера Корпуса морской пехоты США наградили Медалью «За выдающуюся службу» посмертно. Первым унтер-офицером, награждённым данной медалью стал мастер-шеф старшина флота Делберт Д. Блэк. Он также стал первым военнослужащим флота в этом чине.
В 1943 году этой медалью были награждены командир советского крейсера «Красный Крым» Александр Зубков и капитан гвардейского «морского охотника» СК-065 Павел Сивенко.

## Комментарии
1. ↑  В США считается, что военнослужащие служат правительству.

## Гиперссылки
- Navy Distinguished Service Medal  (рус.)